# Бела фон Керлінґ
Бела фон Керлінґ (угор. Béla von Kehrling; 25 січня 1891 — 10 квітня 1937) — колишній угорський тенісист.
Найвищу одиночну позицію світового рейтингу — 10 місце досяг 1929 року (за даними Білла Тілдена).
Здобув 312 одиночні титули.
Найвищим досягненням на турнірах Великого шолома були півфінали в парному розряді.
Завершив кар'єру 1933 року.

## Статистика за тенісну кар'єру

### Титули в одиночному розряді
| Легенда (одиночний розряд)       |
| Великий шлем (0)                 |
| Consolation турніри (2)          |
| International Championships (13) |

| Ранг | Дата | Турнір                             | Покриття   | Суперник                    | Рахунок                 |
| 1.   | 1920 | Кошиці                             | N/A        | Kamill Fittler              | N/A                     |
| 1.   | 1923 | Гетеборг[b]                        | Outdoors   | Оскар Кройцер               | 4–6, 6–4, 6–7, 6–4, 6–2 |
| 2.   | 1923 | Мерано                             | N/A        | Отт Фройцгайм               | 11–9, 8–6, 6–0          |
| 3.   | 1924 | German International Championships | N/A        | Louis Maria Heyden          | 8–6, 6–1, 9–7           |
| 4.   | 1925 | All England Plate[a]               | Трава      | Roger George                | 6–3, 6–4                |
| 5.   | 1925 | Lake Geneva Championships          | Ґрунт      | Людвіґ фон Зальм-Гоґштратен | 6–1, 6–1, 6–2           |
| 6.   | 1925 | Swiss International Covered Courts | Дерево (i) | Ганс Мольденгауер           | 6–1, 6–1, 6–2           |
| 7.   | 1926 | Мастерс Монте-Карло                | Ґрунт      | Чарлз Кінґслі               | 6–4, 6–1, 6–3           |
| 8.   | 1926 | Ніцца                              | N/A        | N/A                         | N/A                     |
| 9.   | 1926 | Больє-сюр-Мер                      | N/A        | N/A                         | N/A                     |
| 10.  | 1926 | Канни                              | N/A        | Чарлз Кінґслі               | 7–5, 3–6, 6–1, 6–3      |
| 11.  | 1927 | Монако                             | Ґрунт      | Ерік Ворм                   | без гри                 |
| 12.  | 1931 | Будапешт                           | N/A        | Hyotaro Sato                | 6–3, 6–2, 5–7, 6–2      |
| 13.  | 1931 | French Riviera Championships       | Ґрунт      | Джордж Літтлтон-Роджерс     | 7–5, 6–2, 6–4           |
| 14.  | 1932 | Будапешт                           | N/A        |                             |                         |
| 15.  | 1932 | Italian Riviera Championships      | Ґрунт      | Джордж Літтлтон-Роджерс     | 6–3, 6–3, 6–3           |

### Поразка
| Ранг | Дата | Турнір              | Покриття | Суперник                | Рахунок                 |
| 1.   | 1924 | Швейцарія           |          | Hendrik Timmer          | 3 sets to 2             |
| 2.   | 1925 | Гамбург             |          | Отт Фройцгайм           | 6–4, 6–1, 4–6, 6–1      |
| 3.   | 1928 | Мастерс Монте-Карло | clay     | Анрі Коше               | 3–6, 2–6, 6–3, 6–3, 6–2 |
| 4.   | 1929 | Бордігера           | clay     | Джорджо де Стефані      | 6–4, 7–5, 6–4           |
| 5.   | 1930 | Загреб              | clay     | Emmanuel du Plaix       | 6–1, 6–4, 3–6, 6–2      |
| 6.   | 1930 | Будапешт            | clay     | Родеріх Менцель         | 4–6, 6–3, 6–4, 6–2      |
| 7.   | 1931 | Бордігера           | clay     | Джордж Літтлтон-Роджерс | 1–6, 6–3, 6–4, 0–6, 6–4 |
| 8.   | 1932 | Канни               |          | Енріке Маєр             | 6–4, 7–9, 6–1, 6–4      |
| 9.   | 1933 | Канни               |          | Готтфрід фон Крамм      | 8–6, 6–3, 3–6, 8–6      |

- a  The All England Plate was a tournament played by the losers of the first two rounds of the Wimbledon Men's Одиночний розряд tournament.[12]
- b  The Göteborg Games were A "mini-Olympics" held for the defeated nations of World War I who were defected from the Літні Олімпійські ігри 1924.[13]

### Кубок Девіса
| Europe Zone |                   |                 |                           |                                |                                  |                                       |                                           |                                  |
| Раунд       | Дата              | Суперники       | Підсумковий рахунок матчу | Місце                          | Покриття                         | Матч                                  | Суперник                                  | Рахунок у своєму поєдинку        |
| 2р          | 16–18 травня 1924 | Данія           | 2–3                       | Копенгаген                     | N/A                              | Одиночний розряд 2                    | Айнер Ульрік                              | 10–8, 6–0, 6–4 (П)               |
| 2р          | 16–18 травня 1924 | Данія           | 2–3                       | Копенгаген                     | N/A                              | Парний розряд (with Jenő Péteri)      | Björn Thalbitzer / Айнер Ульрік           | 5–7, 5–7, 6–1, 7–5, 5–7(L)       |
| 2р          | 16–18 травня 1924 | Данія           | 2–3                       | Копенгаген                     | N/A                              | Одиночний розряд 4                    | Axel Petersen                             | 6–2, 6–4, 6–3 (П)                |
| 1р          | 8–10 травня 1925  | Франція         | 0–5                       | Будапешт                       | clay                             | Одиночний розряд 2                    | Рене Лакост                               | 3–6, 3–6, 3–6 (L)                |
| 1р          | 8–10 травня 1925  | Франція         | 0–5                       | Будапешт                       | clay                             | Парний розряд (with Aurél Kelemen)    | Жан Боротра / Рене Лакост                 | 4–6, 2–6, 10–8, 3–6(L)           |
| 1р          | 8–10 травня 1925  | Франція         | 0–5                       | Будапешт                       | clay                             | Одиночний розряд 4                    | Жан Боротра                               | 6–8, 6–1, 6–4, 6–2 (П)           |
| 2р          | 16–18 травня 1926 | Аргентина       | 2–3                       | Барселона                      | clay                             | Одиночний розряд 1                    | Гільєрмо Робсон                           | 6–3, 3–6, 6–3, 6–2 (П)           |
| 2р          | 16–18 травня 1926 | Аргентина       | 2–3                       | Барселона                      | clay                             | Парний розряд (with Кальман Кірхмаєр) | Enrique Obarrio / Гільєрмо Робсон         | 2–6, 4–6, 3–6(L)                 |
| 2р          | 16–18 травня 1926 | Аргентина       | 2–3                       | Барселона                      | clay                             | Одиночний розряд 5                    | Enrique Obarrio                           | 6–3, 7–5, 6–4 (П)                |
| 2р          | 13–15 травня 1927 | Італія          | 2–3                       | Будапешт                       | N/A                              | Одиночний розряд 1                    | Umberto De Morpurgo                       | 7–5, 4–6, 4–6, 7–5, 1–6 (L)      |
| 2р          | 13–15 травня 1927 | Італія          | 2–3                       | Будапешт                       | N/A                              | Парний розряд (with Jenő Péteri)      | Umberto De Morpurgo / Джорджо де Стефані  | 3–6, 5–7, 6–8 (L)                |
| 2р          | 13–15 травня 1927 | Італія          | 2–3                       | Будапешт                       | N/A                              | Одиночний розряд 5                    | Клементе Сервенті                         | 6–2, 6–1, 6–4 (П)                |
| 1р          | 4–6 травня 1928   | Норвегія        | 5–0                       | Осло                           | N/A                              | Одиночний розряд 1                    | Rolf Christoffersen                       | 6–1, 6–3, 6–1 (П)                |
| 1р          | 4–6 травня 1928   | Норвегія        | 5–0                       | Осло                           | N/A                              | Парний розряд (with Jenő Péteri)      | Rolf Christoffersen / Торлейф Торкільдсен | 6–2 6–2 4–6 6–0 (П)              |
| 1р          | 4–6 травня 1928   | Норвегія        | 5–0                       | Осло                           | N/A                              | Одиночний розряд 4                    | Торлейф Торкільдсен                       | 7–5, 3–6, 6–3, 6–1 (П)           |
| 2р          | 18–20 травня 1928 | Нідерланди      | 2–3                       | Нордвейк                       | clay                             | Одиночний розряд 2                    | Артур Дімер Кол                           | 7–5, 4–6, 2–6, 6–1, 1–1 Ret. (П) |
| 2р          | 18–20 травня 1928 | Нідерланди      | 2–3                       | Нордвейк                       | clay                             | Парний розряд (with Jenő Péteri)      | Hendrik Timmer / Оді Копман               | 6–1, 4–6, 2–6, 5–7 (L)           |
| 2р          | 18–20 травня 1928 | Нідерланди      | 2–3                       | Нордвейк                       | clay                             | Одиночний розряд 4                    | Hendrik Timmer                            | 3–6, 4–6, 3–6 (L)                |
| 1р          | 10–12 травня 1929 | Норвегія        | 4–1                       | Осло                           | N/A                              | Одиночний розряд 2                    | Джек Нільсен                              | 11–9, 1–6, 6–2, 6–2 (П)          |
| 1р          | 10–12 травня 1929 | Норвегія        | 4–1                       | Осло                           | N/A                              | Парний розряд (with Pál Aschner)      | Торлейф Торкільдсен / Джек Нільсен        | 6–4, 6–4, 6–1 (П)                |
| 1р          | 10–12 травня 1929 | Норвегія        | 4–1                       | Осло                           | N/A                              | Одиночний розряд 5                    | Торлейф Торкільдсен                       | 6–1, 6–2, 6–1 (П)                |
| 2р          | 14–16 травня 1929 | Монако          | 3–2                       | Будапешт                       | N/A                              | Одиночний розряд 2                    | Владімір Ландау                           | 6–4, 6–4, 6–2 (П)                |
| 2р          | 14–16 травня 1929 | Монако          | 3–2                       | Будапешт                       | N/A                              | Парний розряд (with Jenő Péteri)      | René Gallepe/Владімір Ландау              | 4–6, 6–3, 2–6, 8–10 (L)          |
| 2р          | 14–16 травня 1929 | Монако          | 3–2                       | Будапешт                       | N/A                              | Одиночний розряд 4                    | René Gallepe                              | 6–0, 6–3, 6–1 (П)                |
| ЧФ          | 7–9 червня 1929   | Нідерланди      | 3–2                       | Будапешт                       | clay                             | Одиночний розряд 1                    | Артур Дімер Кол                           | 6–2, 6–1, 6–2 (П)                |
| ЧФ          | 7–9 червня 1929   | Нідерланди      | 3–2                       | Будапешт                       | clay                             | Парний розряд (with Imre Takáts)      | Hendrik Timmer / Артур Дімер Кол          | 6–1, 2–6, 6–4, 3–6, 2–6 (L)      |
| ЧФ          | 7–9 червня 1929   | Нідерланди      | 3–2                       | Будапешт                       | clay                             | Одиночний розряд 5                    | Hendrik Timmer                            | 8–6, 6–3, 3–6, 6–3 (П)           |
| ПФ          | 14–16 червня 1929 | Велика Британія | 2–3                       | Будапешт                       | clay                             | Одиночний розряд 1                    | Колін Ґреґорі                             | 5–7, 7–5, 5–7, 6–2, 6–3 (П)      |
| ПФ          | 14–16 червня 1929 | Велика Британія | 2–3                       | Будапешт                       | clay                             | Парний розряд (with Pál Aschner)      | Колін Ґреґорі / Ієн Коллінз               | 2–6, 6–4, 2–6, 3–6 (L)           |
| ПФ          | 14–16 червня 1929 | Велика Британія | 2–3                       | Будапешт                       | clay                             | Одиночний розряд 4                    | Банні Остін                               | 3–6, 6–4, 6–2, 6–2 (П)           |
| 1р          | 2–4 травня 1930   | Японія          | 0–4                       | Будапешт                       | clay                             | Одиночний розряд 1                    | Харада Такеїті                            | 6–2, 3–6, 6–8, 2–6 (L)           |
| 1р          | 2–4 травня 1930   | Японія          | 0–4                       | Будапешт                       | clay                             | Парний розряд (with Pál Aschner)      | Tamio Abe / Харада Такеїті                | 2–6, 2–6, 6–3, 4–6 (L)           |
| 1р          | 2–4 травня 1930   | Японія          | 0–4                       | Будапешт                       | clay                             | Одиночний розряд 5                    | Yoshiro Ota                               | 4–6, 6–4, 7–5, 6–6 suspended (U) |
| 1р          | 1–3 травня 1931   | Італія          | 1–4                       | Будапешт                       | clay                             | Одиночний розряд 2                    | Umberto De Morpurgo                       | 6–3, 6–3, 6–4 (П)                |
| 1р          | 1–3 травня 1931   | Італія          | 1–4                       | Будапешт                       | clay                             | Парний розряд (with Emil Gábori)      | Alberto del Bono / Umberto De Morpurgo    | 6–8, 6–3, 5–7, 5–7 (L)           |
| 1р          | 1–3 травня 1931   | Італія          | 1–4                       | Будапешт                       | clay                             | Одиночний розряд 5                    | Джорджо де Стефані                        | 2–6, 6–4, 2–6, 6–4, 2–6 (L)      |
| 1р          | 3–5 травня 1932   | Фінляндія       | 5–0                       | Будапешт                       | clay                             | Одиночний розряд 1                    | Ali Biaudet                               | 6–1, 6–2, 6–2 (П)                |
| 1р          | 3–5 травня 1932   | Фінляндія       | 5–0                       | Будапешт                       | clay                             | Парний розряд (with Emil Gábori)      | Bo Grotenfeld / Ali Biaudet               | 6–4, 6–3, 6–3 (П)                |
| 1р          | 3–5 травня 1932   | Фінляндія       | 5–0                       | Будапешт                       | clay                             | Одиночний розряд 5                    | Bo Grotenfeld                             | 6–0, 6–3, 6–4 (П)                |
| 2р          | 19–21 травня 1932 | Ірландія        | 1-4                       | Дублін                         | grass                            | Одиночний розряд 2                    | Edward McGuire                            | 6–3, 6–2, 6–4 (П)                |
| 2р          | 19–21 травня 1932 | Ірландія        | 1-4                       | Дублін                         | grass                            | Парний розряд (with Emil Gábori)      | Джордж Літтлтон-Роджерс / Edward McGuire  | 6–4, 5–7, 4–6, 3–6 (L)           |
| 2р          | 19–21 травня 1932 | Ірландія        | 1-4                       | Дублін                         | grass                            | Одиночний розряд 5                    | Джордж Літтлтон-Роджерс                   | 0–6, 3–6, 3–6 (L)                |
| 1р          | 5–7 травня 1933   | Японія          | 0–5                       | Будапешт                       | clay                             | Одиночний розряд 2                    | Ryosuki Nunoi                             | 6–4, 6–8, 3–6, 1–6 (L)           |
| 1р          | 5–7 травня 1933   | Японія          | 0–5                       | Будапешт                       | clay                             | Одиночний розряд 4                    | Дзіро Сато                                | 6–4, 6–8, 3–6, 1–6 (L)           |
| 1р          | 28–30 липня 1933  | Бельгія         | 2–3                       | Брюссельський столичний регіон |                                  | Одиночний розряд 1                    | Андре Лакруа                              | 1–6, 5–7, 2–6 (L)                |
| 1р          | 28–30 липня 1933  | Бельгія         | 2–3                       | Брюссельський столичний регіон | Парний розряд (with Emil Gábori) | Андре Лакруа / Léopold de Borman      | 6–2, 1–6, 5–7, 6–3, 4–6 (L)               |                                  |
| 1р          | 28–30 липня 1933  | Бельгія         | 2–3                       | Брюссельський столичний регіон | Одиночний розряд 5               | Léopold de Borman                     | 7–5, 6–3, 6–4 (П)                         |                                  |

## Статистика за футбольну кар'єру
| Number | Суперник             | Місце проведення | Attendance    | Type             | Дата             | Результат | Goals scored |
| ------ | -------------------- | ---------------- | ------------- | ---------------- | ---------------- | --------- | ------------ |
| 1.     | Габсбурзька монархія | Будапешт         | 12.000–16.000 | Товариський матч | 4 жовтня 1914    | 2–2       | 0            |
| 2.     | Габсбурзька монархія | Відень           | N/A           | Товариський матч | 8 листопада 1914 | 2–1       | 1            |
| 3.     | Габсбурзька монархія | Відень           | 1.200         | Товариський матч | 3 жовтня 1915    | 4–2       | N/A          |
| 4.     | Габсбурзька монархія | Hütteldorf       | 8000          | Товариський матч | 7 травня 1916    | 1–3       | 0            |

## Статистика за кар'єру в хокеї на льоду
| Number | Club affiliation | Суперник             | Місце проведення | Type                      | Дата          | Результат | Goals scored |
| ------ | ---------------- | -------------------- | ---------------- | ------------------------- | ------------- | --------- | ------------ |
| 1.     | BKE              | Wiener Eislaufverein | Відень           | International match       | березень 1915 | 14–2      | several      |
| 2.     | BKE              | Wiener Eislaufverein | Відень           | International match       | грудень 1915  | 7–3       | 2            |
| 3.     | BKE              | Wiener Eislaufverein | Будапешт         | Csáky Challenge Cup       | лютий 1917    | 2–7       | 2            |
| 4.     | BKE              | Leipziger SC         | Будапешт         | Csáky Challenge Cup       | січень 1925   | 3–3       | 1            |
| 5.     | BKE              | LTC Prague           | Tátrafüred       | Grand Hotel Challenge Cup | січень 1928   | 5–2       | 0            |